# В'єтські мови
В'єтські, або в'єт-мионзькі, мови — група австроазійських мов.
Поширені переважно у В'єтнамі, на сході Лаосу, а також в Камбоджі, Таїланді та Китаї (Гуансі).
Поділяються на п'ять підгруп:
- в'єтнамська мова
- мионзька мова (на півночі В'єтнаму), нгуон
- підгрупа тьит з діалектами шать (сек), май, рук, арем, маленґ (пакатан), бо та іншими (на заході в'єтнамського міста Хюе, колишня провінція Тхиатх'єн-Хюе)
- підгрупа куой — мови тхо, понґ, гунґ та інші (на заході в'єтнамської провінції Нгеан)
- західно-чионґшонські мови — тхавинґ, аго, катьямпонґхук (на сході лаоської провінції Болікхамсай, колишня Кхаммуан)

В'єт-мионзькі мови, за винятком в'єтнамської і мионзької, перебувають на межі вимирання. Чисельність мовців в'єтнамською мовою — понад 60 млн осіб, мионзькою мовою — 900 тис. осіб, мовою тьит — 2,5 тис. осіб; чисельність мовців іншими мовами невідома.
За даними глотохронології, прото-в'єт-мионзька мова виділилася понад 4 тис. років тому, поділ її на гілки в'єт-мионг і понг-тьит відбувся 1500—2000 років тому. Відділення мионзької від в'єтнамської датується 8—10 століттями.
За типологією, усі в'єтські мови — аналітичні. Фонологічним системам властиві складові тони, тенденція до моносилабізму (односкладових слів). В архаїчних мовах (групи 3-5) зустрічаються дисилабічні (двоскладові) слова структури CVCVC (приголосний-голосний-приголосний-голосний-прголосний), у яких тон першого складу — фіксований, а голосний другого складу — або нейтральний, або гармонійний до голосного першого складу. Набір приголосних, якими можуть закінчуватися слова, більший за той, який мають в'єтнамська та мионзька мови, а кількість тонів — менша. З історичним розвитком другі склади відпадали або ж об'єднувалися з першим складом, набір кінцевих приголосних зменшувався; натомість розвивалися специфічні тони у словах, які втратили другий склад.
З морфологічної точки зору в'єтські мови характеризуються відсутністю словозміни та аналітизмом. Знаменні слова діляться на дві надкатегорії: імена (іменники та числівники) і предикативи (дієслова та прикметники). Службові слова (такі як видо-часові показники, показники множинності та статі) мають свої паралелі серед знаменних слів. При сполученні іменника з числівником, прикметником, займенником обов'язково вживається класифікатор. Окрім синтаксичних службових слів (прийменники, сполучники), існує значна кількість супрасинтаксичних службових слів (фразові частки, показники актуального членування). Основним способом утворення нових слів є сполучення коренів: поширена повна та часткова редуплікація. В'єтнамська мова має словотворчі суфікси китайського походження.
Порядок слів у простому реченні SVO (підмет-присудок-додаток), а означення наслідує означуване слово. Окрім складносурядних та складнопідрядних речень виділяються так звані ускладнені речення, в яких додаток першого дієслова є водночас підметом другого.
У давній лексиці присутня значна частка тайських та китайських запозичень.
Усі в'єтські мови, окрім в'єтнамської, безписемні. В'єтнамська писемність (ієрогліфічна писемність «тьи-ном») виникла у XIV столітті на основі китайської писемності. 1910 року запроваджена писемність «куок-нги» на латинській основі, створена місіонерами в XVII столітті. Є ряд творів народного епосу мовою мионґ, записаних за допомогою в'єтнамської графіки «куок-нги».
Опис та дослідження цих мов почався у XIX столітті. Майже всі вчені (А. Масперо, М. Е. та М. А. Баркери, Л. К. Томпсон) користувалися даними лише в'єтнамської та мионзької мов, оскільки даних про інші мови не мали. Тільки М. Ферлю використовував у своїх працях дані мови тхавунґ. З кінця 1970-х років в'єт-мионзькі мови активно вивчаються у В'єтнамі.